# Суне Сик
Суне Сик (швед. Sune Sik, род. 1154) — вероятно, шведский принц. По словам Олауса Петри, он был младшим сыном короля Сверкера I и отцом Ингрид Ильвы, что позволяет его считать прямым предком Биргера и королевской линии Дома Бьельбу.

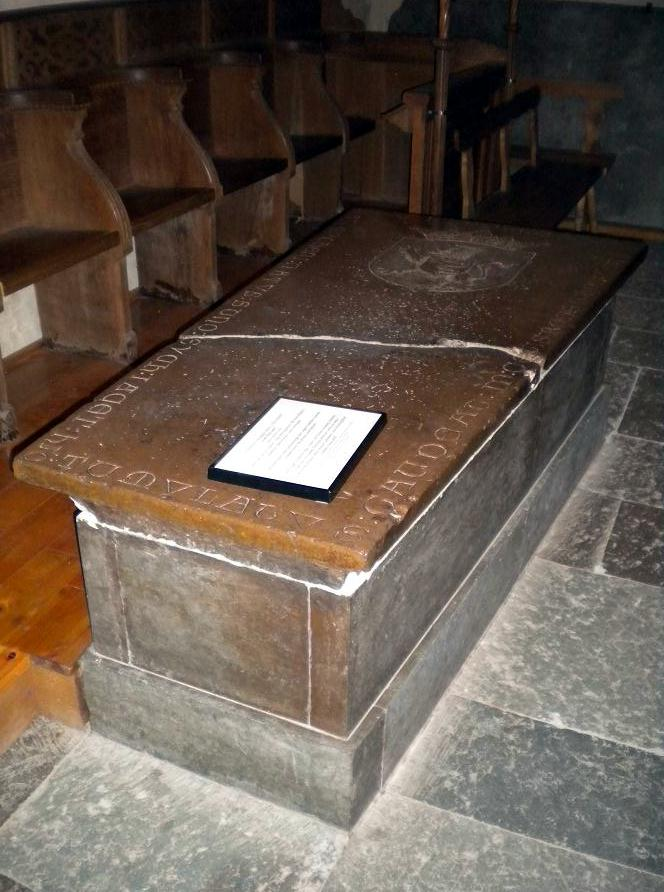
Надгробие XVI века на могиле Суне Сика в аббатстве Врета

В сохранившихся до современности документах можно найти одного Суне Сика, который жил намного позже. Этот Суне Сик сделал пожертвование аббатству Врета уже в 1297 году. Возможно, он приказал восстановить часовню, в которой он в конце концов и был похоронен, а затем цистерцианская традиция могла назвать его принцем. Это заставило некоторых историков считать информацию Олауса Петри о нём недостоверной.
Другие шведские историки считают, что Суне Сик, как сын короля Сверкера, был исторической личностью и именно тем человеком, что похоронен в аббатстве Врета (см. фото). Согласно шведскому магистру философии XVIII века Магнусу Борэну, Суне был также герцогом Эстергётланда (в то время, когда использование такого титула в Швеции неизвестно).